# Alberto Tedesco
Alberto Tedesco (Bari, 8 aprile 1949) è un politico italiano.

## Biografia

### Carriera politica
Già dirigente del Partito Socialista Italiano e consigliere regionale della Puglia dal 1985, con la dissoluzione del partito si schiera sulle posizioni di Giuliano Amato e alle elezioni politiche del 1994 viene candidato alla Camera dei deputati nel collegio uninominale di Putignano per la coalizione di centro del Patto per l'Italia, raccogliendo circa il 20% senza risultare eletto. Successivamente aderisce alla Federazione Laburista e, con lo scoglimento di questa, ai Socialisti Democratici Italiani. Nel 1999 viene candidato dalla coalizione de L'Ulivo alla Camera per le suppletive in un collegio di Bari: non risulta tuttavia eletto.
In seguito alle elezioni regionali in Puglia del 2000, in cui l'esponente socialista viene eletto consigliere regionale per il quarto mandato consecutivo, si apre un periodo di conflittualità fra lo stesso Tedesco e il segretario regionale dei SDI Onofrio Introna, che culmina nel 2001 con la fuoriuscita di Tedesco e di un gruppo di consiglieri regionali dal partito per fondare i Socialisti Autonomisti, movimento che proclama l'autonomismo socialista rispetto ai Democratici di Sinistra.
In occasione delle elezioni politiche del 2001 i Socialisti Autonomisti presentano una lista congiunta con Democrazia Europea nella circoscrizione senatoriale Puglia, senza ottenere eletti.
Viene nominato assessore alla Sanità della regione dal presidente Nicola Vendola nel 2005, dopo un periodo di incertezza sul suo nome.
Per le elezioni politiche del 2006 i Socialisti Autonomisti raggiungono un accordo con I Socialisti di Bobo Craxi: Tedesco viene quindi candidato come capolista al Senato nella circoscrizione Puglia, senza però risultare eletto
È candidato al Senato della Repubblica nelle liste del Partito Democratico (in cui i SA sono confluiti) in occasione delle elezioni politiche del 2008, risultando il primo dei non eletti. Diventa poi senatore della Repubblica nel luglio 2009 dopo la rinuncia del seggio da parte di Paolo De Castro, eletto europarlamentare.
Nel febbraio 2009 viene indagato dalla procura antimafia di Bari, con l'ipotesi di reato di associazione per delinquere e corruzione per cui viene chiesta l'autorizzazione di misure cautelari personali ovvero l'arresto, per scongiurare l'eventuale pericolo di reiterazione. In seguito all'indagine si dimette dalla carica di Assessore regionale alla Sanità..
Il 6 aprile 2011 la Giunta per le Autorizzazioni e le Immunità parlamentari boccia con 9 sì, 10 no, un astenuto (il Presidente della Giunta Marco Follini del Pd) e un assente la relazione Balboni (PdL) favorevole a negare la richiesta di misure cautelari (arresto) avanzata nei confronti del senatore nell'inchiesta sulla Sanità pugliese. Votano a favore della relazione i senatori del PdL (ad eccezione del senatore Cosimo Izzo assente) e il senatore di Coesione Nazionale, contro si schierano Pd, IdV e UdC mentre i due senatori della Lega Nord non hanno preso parte al voto. Il capogruppo dell'IdV in Giunta Luigi Li Gotti sarà il nuovo relatore. Il 20 luglio 2011 il Senato ha bocciato la relazione Li Gotti (IdV) negando l'arresto per il senatore, con 127 voti favorevoli, 151 contrari ed 11 astenuti. Il voto è avvenuto a scrutinio segreto dopo la richiesta avanzata da alcuni senatori del PdL che all'inizio aveva escluso una sua partecipazione al voto sull'arresto del senatore Tedesco ma poi si era schierato contro.
A favore dell'arresto si schierano Pd, IdV, Udc, Svp e Autonomie (Unione Valdôtaine, Movimento Associativo Italiani all'Estero, Verso Nord, Movimento Repubblicani Europei, Partito Liberale Italiano), Per il Terzo Polo (ApI-FLI), MpA, Partecipazione Democratica a cui si aggiungono anche il gruppo della Lega Nord. Contro votano soltanto PdL e Coesione Nazionale (Grande Sud-SI-PID-Il Buongoverno-FI). Assenti alla votazione i sette senatori a vita. Tedesco nel suo discorso aveva chiesto all'Aula di concedere l'arresto ma nel segreto dell'urna i contrari all'arresto soltanto 127 senatori presenti sono riusciti ad incrementare i loro voti con 34 senatori dei gruppi favorevoli essendo l'astensione voto contrario. Dopo il voto scambi di accuse tra Pd e Lega Nord sulla paternità dei voti.
Il 25 luglio 2011 dopo le pressanti richieste da parte della Presidente del Pd Rosy Bindi e di altri esponenti del partito che lo invitavano a dimettersi da senatore dopo il mancato arresto rassegna le sue dimissioni dal PD. Il 9 agosto 2011, dopo aver riconosciuto l'esigenza di attuare misure cautelari per il sospettato reato di associazione a delinquere a carico del senatore, il Tribunale del Riesame ha disposto l'invio al Senato di una nuova richiesta di autorizzazione agli arresti domiciliari, già respinta una prima volta lo scorso 20 luglio. Il 15 febbraio 2012,la Giunta per le Elezioni e le Immunità parlamentari approva con 12 si 7 no e nessun astenuto la relazione Balboni (PdL) per respingere la nuova richiesta d'arresto ai domiciliari a suo carico, avanzata dalla Procura di Bari, per l'inchiesta sulla sanità sulla base del capo di accusa di associazione a delinquere.
Contro la richiesta d'arresto votano Il Popolo della Libertà, Lega Nord, Coesione Nazionale mentre a favore Partito Democratico, Italia dei Valori, Unione di Centro, Alleanza per l'Italia. Inoltre la richiesta di non investire l'Aula del Senato della decisione è stata approvata con 10 sì e 9 no. La Lega Nord questa volta vota con Pd, IdV e Udc. Contrari Pdl e CN. Il 15 marzo 2013, dopo quattro anni dalle dimissioni di Assessore alle Politiche della Salute della Regione Puglia e, scaduto il mandato parlamentare, sono state attuate le misure cautelari nei confronti di Tedesco che è stato posto agli arresti domiciliari per i sospettati reati di: associazione a delinquere, concussione, corruzione, falso e turbativa d'asta. Il 27 marzo 2013 Tedesco è tornato in libertà, il gip di Bari Antonio Diella ha accolto la richiesta di revoca delle misure cautelari ritenendo le stesse non necessarie. Il 5 luglio 2013 Tedesco è stato prosciolto da tutte le accuse che gli erano state contestate dalla procura perché il fatto non sussiste.
Dopo l'assoluzione, aderisce al Partito Socialista Italiano.